# Daniel Zirilli
Daniel Zirilli (Chicago, 13 novembre 1965 – San Diego, 28 aprile 2024) è stato un regista e produttore cinematografico statunitense.

## Biografia
Figlio di Richard Buchta e Diane Zirilli, diresse molti film a basso costo per il mercato DVD, lavorando inoltre con Steven Seagal e Danny Trejo. Diresse per la prima volta nel 1998 il film Black Spring Break: The Movie con il suo relativo sequel nel 2001, sempre di poco successo. Girò nel 2004 il film Vengeance, così come il sequel girato un anno dopo.
Il successo arrivò nel 2016 con la pellicola a basso costo The Asian Connection, con Steven Seagal, John Edward Lee e Byron Gibson. Il film, prodotto con 2 milioni di dollari, incassò nel mercato dvd più di 40.000 dollari.